# Trigonodactylus sharqiyahensis
Trigonodactylus sharqiyahensis — вид геконоподібних ящірок родини геконових (Gekkonidae). Ендемік Оману. Описаний у 2013 році.

## Поширення і екологія
Trigonodactylus sharqiyahensis відомі за типовим зразком, зібраним в пустелі Вахіба в регіоні Еш-Шаркійя на північному сході Оману. Вони живуть в піщаних пустелях.